# 第三京浜道路

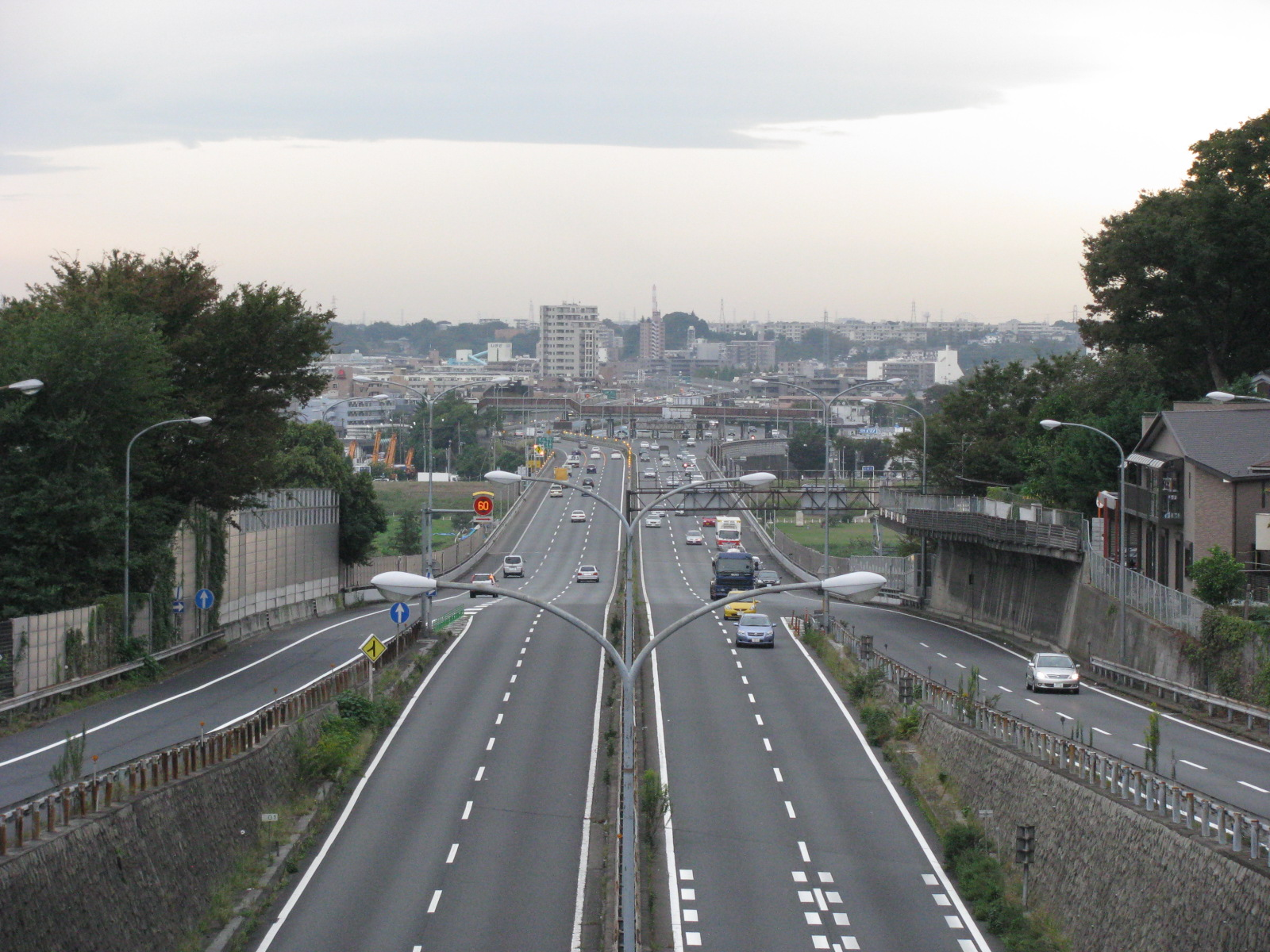
第三京浜道路
玉川ICから玉川料金所方向を望む

第三京浜道路（だいさんけいひんどうろ、英語: DAISAN-KEIHIN）は、国道466号のうち、東京都世田谷区の玉川インターチェンジから神奈川県横浜市神奈川区の保土ヶ谷インターチェンジまでの区間で、東日本高速道路（NEXCO東日本）が維持と管理を行っている自動車専用の一般有料道路である。また、地域高規格道路の計画路線にも指定されている。
高速道路ナンバリングによる路線番号は、横浜新道とともに「E83」が割り振られている。
略称で第三京浜、第三、三京などと呼ばれることも多い。

## 概要
- 路線 : 国道466号
- 起点 : 東京都世田谷区野毛三丁目
- 終点 : 神奈川県横浜市神奈川区三ツ沢西町
- 全長 : 16.6 km
- 車線/幅員 : 6車線/21.6 m
- 指定区間 : 世田谷区野毛三丁目 - 横浜市保土ケ谷区岡沢町
- 最高速度 : 80 km/h（一部60 km/h）
- 道路管理者 : 東日本高速道路関東支社京浜管理事務所

## 歴史
国道15号第一京浜と国道1号第二京浜に続いての東京と横浜を結ぶ京浜道路として、第三京浜道路が計画された。
元々の計画は、1929年（昭和4年）5月に鎌倉急行電気鉄道が、渋谷駅から藤沢駅を通り鎌倉坂ノ下までの鉄道事業免許を取得し、その後、自動車専用道路に計画を変更したことが始まりである。また、1954年（昭和29年）3月に東京急行電鉄（東急）が、渋谷 - 江ノ島間に「東急ターンパイク」の建設を計画したが、建設省による整備が決まったことにより、代案として田園都市線の計画に変更することになる。
1964年（昭和39年）10月6日に一部区間が開通し、1965年（昭和40年）12月19日に全線が開通した。開通当初は「一般都県道東京野川横浜線」とされ、国道に指定されていなかった。これは、当時の法令などにより国道指定が困難であったため、都道府県道とされたものである。しかし、道路の長さを伸ばすことが重視されていた時代において、破格なまでの幅員で建設された第三京浜道路は、日本初の6車線の自動車専用道路となった。また、自動車専用道路として初めて全線に水銀灯の道路照明灯も設置されることとなった。

### 年表
- 1929年（昭和4年）5月 : 鎌倉急行電鉄が渋谷 - 鎌倉間の鉄道事業免許を取得。
- 1961年（昭和36年）12月28日 : 日本道路公団が第三京浜道路事業許可を受ける。
- 1964年（昭和39年）10月6日 : 玉川インターチェンジ - 京浜川崎インターチェンジ間が暫定4車線で開通。
- 1965年（昭和40年）12月19日 : 京浜川崎インターチェンジ - 保土ヶ谷インターチェンジ間開通により全線開通。
- 1968年（昭和43年）7月5日 : 横浜新道との連絡路が開通（第三京浜道路 世田谷方面と横浜新道 戸塚方面を連絡）。
- 1978年（昭和53年）3月7日 : 首都高速神奈川2号三ツ沢線と接続。
- 1985年（昭和60年）4月1日 : 三ツ沢ジャンクション供用開始（首都高速神奈川2号三ツ沢線 横浜公園方面と横浜新道 戸塚方面を連絡）。
- 1988年（昭和63年）7月29日 : 羽沢インターチェンジ上り線入口供用開始。
- 1993年（平成5年）5月6日 : 国道466号の一部に指定。
- 1995年（平成7年）4月10日 : 都筑インターチェンジと都筑パーキングエリアの供用開始。
- 2005年（平成17年）
  - 9月30日 : 国土交通省が全国路線網（ネットワーク型）一般有料道路に指定。
  - 10月1日 : 日本道路公団の民営化により、東日本高速道路株式会社管理路線となる。
- 2011年（平成23年）3月29日 : 羽沢インターチェンジ下り線出口供用開始。
- 2016年（平成28年）4月1日 : 大都市近郊区間との料金格差を平準化するため、通行料金値上げ。ただし激変緩和措置により、1キロメートル当たりの単価29.52円を適用せず、若干の値上げに留まる。
- 2017年（平成29年）3月18日 : 横浜港北JCTで首都高速神奈川7号横浜北線と接続[6]。
- 2020年（令和2年）3月22日 : 横浜港北JCTで首都高速神奈川7号横浜北西線と接続[7]。

## 路線状況

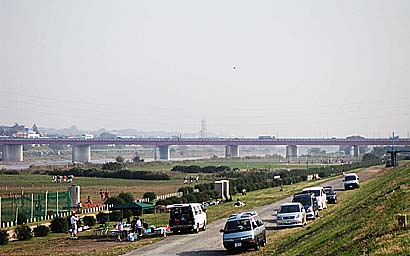
多摩川にかかる多摩川橋 (2004年11月)

### 車線・最高速度
| 区間                    | 車線 上下線=上り線+下り線 | 最高速度 |
| ----------------------- | ------------------------- | -------- |
| 玉川IC - 玉川TB         | 6=3+3                     | 60 km/h  |
| 玉川TB - 保土ヶ谷TB     | 6=3+3                     | 80 km/h  |
| 保土ヶ谷TB - 保土ヶ谷IC | 6=3+3                     | 60 km/h  |

### 道路施設

#### 多摩川橋
東京都世田谷区と神奈川県川崎市高津区の間を流れる多摩川を越える、第三京浜道路の橋である。

### 所管警察
東京都部分も含め、神奈川県警察高速道路交通警察隊港北分駐所の管轄である。

## 地理

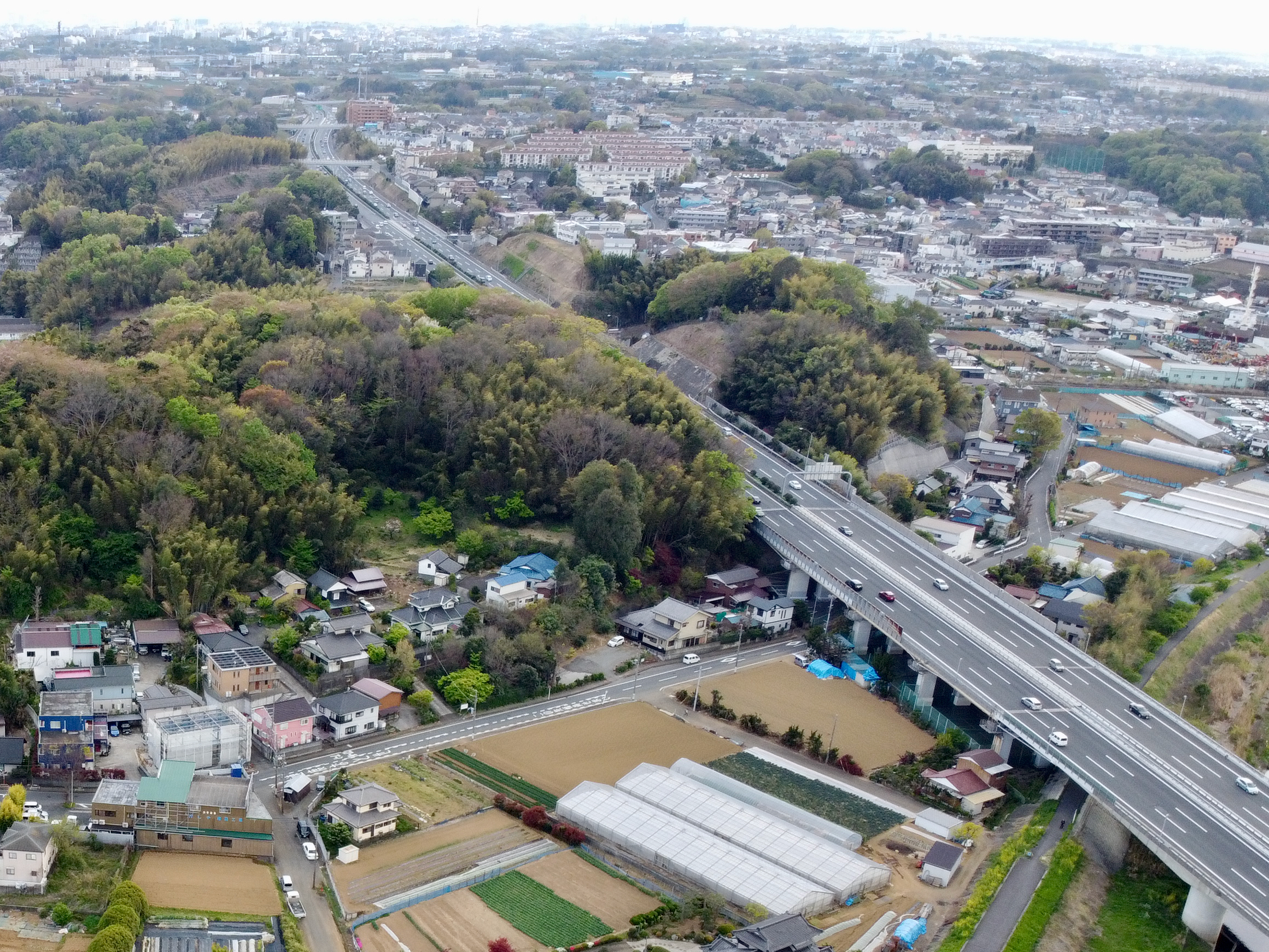
小机城址を縦断する第三京浜道路 (2020年4月)

### 通過する自治体
- 東京都
  - 世田谷区
- 神奈川県
  - 川崎市（高津区 - 宮前区）
  - 横浜市（都筑区 - 港北区 - 神奈川区 - 保土ケ谷区）

## インターチェンジなど

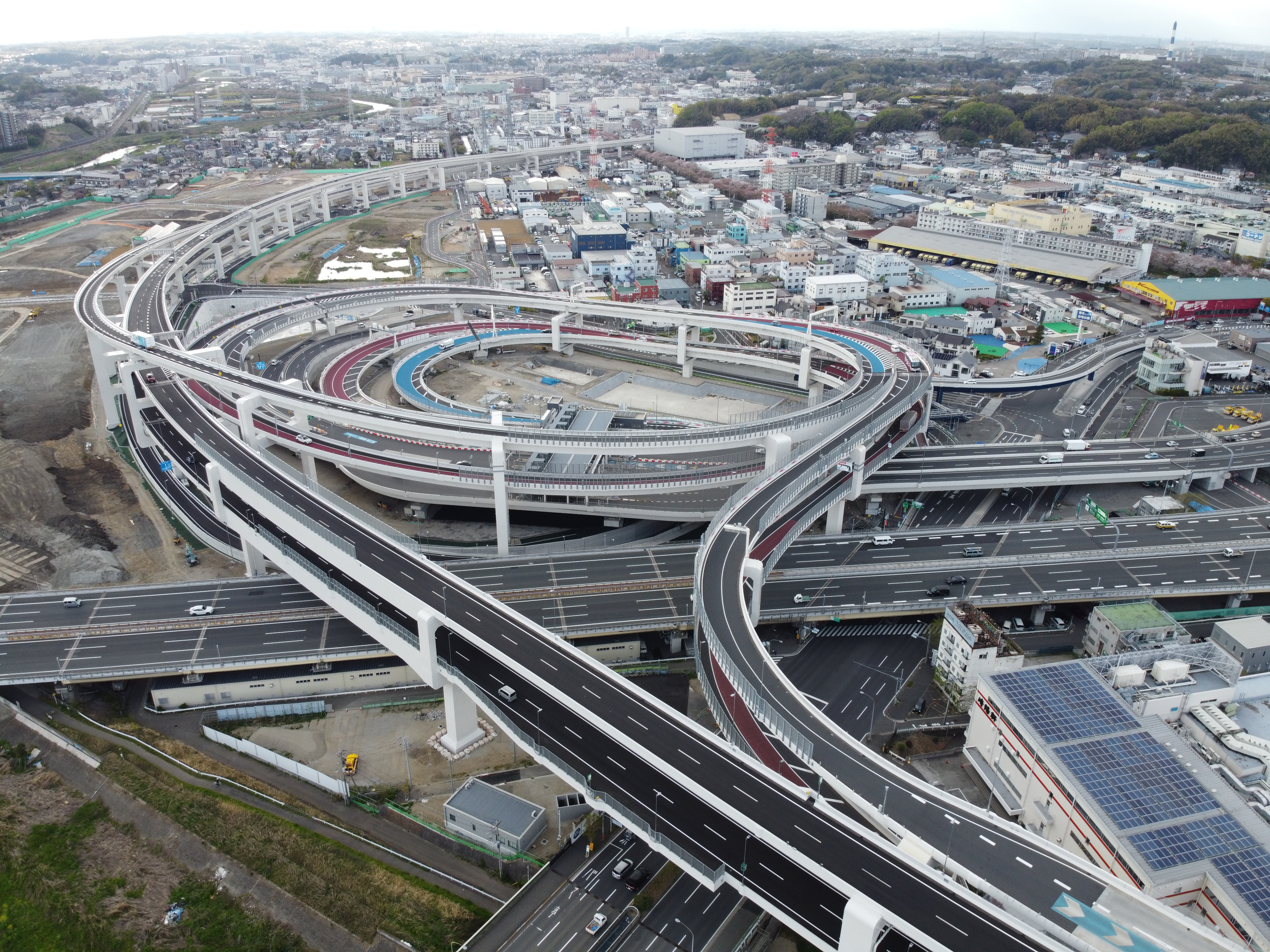
港北IC/横浜港北JCT （2020年4月）

- 施設名欄の背景色が■である部分は施設が供用されていない、または完成していないことを示す。
- 斜体は仮称である。
- インターチェンジなどは略称（インターチェンジ =「IC」、パーキングエリア =「PA」、料金所 =「TB」）で示している。

| IC 番号                                | 施設名              | 接続路線名                                                               | 起点 から (km) | 備考                                 | 所在地          | 所在地          | 所在地          |
| -------------------------------------- | ------------------- | ------------------------------------------------------------------------ | -------------- | ------------------------------------ | --------------- | --------------- | --------------- |
| 2号線延伸（候補路線）                  |                     |                                                                          |                |                                      |                 |                 |                 |
| 1                                      | 玉川IC              | 国道466号（一般部） 都道311号環状八号線                                  | 0.0            | 土曜22時 - 日曜7時は大貨車等通行不可 | 東京都 世田谷区 | 東京都 世田谷区 | 東京都 世田谷区 |
| -                                      | 玉川TB              | -                                                                        | 1.0            | 上り線のみ                           | 神奈川県        | 川崎市          | 高津区          |
| -                                      | 北見方JCT           | 川崎縦貫道路（2期）                                                      | -              | 開通未定                             | 神奈川県        | 川崎市          | 高津区          |
| 2                                      | 京浜川崎IC          | 市道二子千年線                                                           | 2.2            |                                      | 神奈川県        | 川崎市          | 高津区          |
| 3                                      | 野川IC              | 尻手黒川道路 （川崎市道尻手黒川線／主要地方道野川菅生線）                | -              | 事業中                               | 神奈川県        | 川崎市          | 宮前区          |
| 4                                      | 都筑IC/PA           | 市道大熊東山田線 市道新吉田線                                            | 7.6            | PAは上り線のみ                       | 神奈川県        | 横浜市          | 港北区          |
| 5                                      | 港北IC/ 横浜港北JCT | 市道新横浜元石川線 首都高速神奈川7号横浜北線 首都高速神奈川7号横浜北西線 | 10.7           |                                      | 神奈川県        | 横浜市          | 都筑区          |
| 6                                      | 羽沢IC（入口）      | 市道17号環状2号線                                                        | 14.3           | 上り線入口                           | 神奈川県        | 横浜市          | 神奈川区        |
| -                                      | 保土ヶ谷TB          | -                                                                        | 14.8           | 下り線のみ                           | 神奈川県        | 横浜市          | 神奈川区        |
| 6                                      | 羽沢IC（出口）      | 県道13号横浜生田線                                                       | 14.9           | 下り線出口                           | 神奈川県        | 横浜市          | 神奈川区        |
| -                                      | 保土ヶ谷PA          | -                                                                        | 15.0           | 下り線のみ                           | 神奈川県        | 横浜市          | 神奈川区        |
| 7                                      | 保土ヶ谷JCT         | E83 横浜新道（有料道路）                                                 | 15.3           |                                      | 神奈川県        | 横浜市          | 神奈川区        |
| 7                                      | 保土ヶ谷IC          | 国道1号横浜新道（一般道路）                                              | 16.0           | 岡沢出入口                           | 神奈川県        | 横浜市          | 神奈川区        |
| 7                                      | 保土ヶ谷IC          | 県道13号横浜生田線・市道山下長津田線                                     | 16.6           | 三ッ沢出入口                         | 神奈川県        | 横浜市          | 神奈川区        |
| 首都高速神奈川2号三ツ沢線 横浜公園方面 |                     |                                                                          |                |                                      |                 |                 |                 |

- 当初、IC番号の設定が無かったが番号が設定され、新設案内標識には付加されている。
- 保土ヶ谷インターチェンジは横浜市神奈川区と保土ケ谷区に渡って設置されている。
- 保土ヶ谷インターチェンジ付近の第三京浜道路と有料道路横浜新道を結ぶ道路は、第三京浜道路の分岐支線[10]であるが、東日本高速道路の管理上では横浜新道の一部としての扱いになっている[11]。
- 三ツ沢ジャンクションについては、保土ヶ谷インターチェンジを参照。
- 下り線多摩川橋の川崎側には、東日本高速道路関係者出入口が設置されている（その出入口は橋桁下を走る市道幸多摩線（多摩沿線道路）と接続している）。

- 羽沢インターチェンジは、横浜新道方面出入口の設置が検討中[12]。

## 交通量
24時間交通量（台）道路交通センサス
| 区間                                                    | 平成17（2005）年度 | 平成22（2010）年度 | 平成27（2015）年度 |
| ------------------------------------------------------- | ------------------ | ------------------ | ------------------ |
| 玉川IC - 京浜川崎IC                                     | 77,274             | 74,196             | 68,888             |
| 京浜川崎IC - 都筑IC                                     | 90,258             | 88,826             | 84,698             |
| 都筑IC - 港北IC                                         | 96,494             | 95,136             | 93,483             |
| 港北IC - 羽沢IC                                         | 113,790            | 110,121            | 109,450            |
| 羽沢IC - 保土ヶ谷IC（横浜新道分岐部）                   | 113,790            | 103,676            | 100,218            |
| 保土ヶ谷IC（横浜新道分岐部） - 保土ヶ谷IC（岡沢出入口） | 113,790            | 50,832             | 55,046             |
| 保土ヶ谷IC（岡沢出入口） - 保土ヶ谷IC（三ッ沢出入口）   | 113,790            | 59,035             | 55,046             |

（出典：「平成22年度道路交通センサス」・「平成27年度全国道路・街路交通情勢調査」（国土交通省ホームページ）より一部データを抜粋して作成）
- 令和2年度に実施予定だった交通量調査は、新型コロナウイルスの影響で延期された[13]。

## その他

### 料金
各料金所にはETCシステムが設置されているが、ETCマイレージサービスを除くETC割引制度は適用されない。
全線通行時の料金
- 軽自動車等 : 310円
- 普通車 : 390円
- 中型車 : 460円
- 大型車 : 640円
- 特大車 : 1060円

#### 通行券について
通行券を発行しない入口
玉川インターチェンジ（下り線入口）と、保土ヶ谷・羽沢インターチェンジ（上り線入口）では、発券所・料金所が無く、通行券を発行しない。このため、出口料金所でそれぞれの入口から各出口までの利用として徴収が行われる。
通行券を発行する入口
前記以外のインターチェンジでは通行券が発行され、出口料金所にて区間料金として徴収される。京浜川崎インターチェンジからは、かつて一般ブースでは入口で料金を支払い、領収書と共にミシン目で連なった出口券をもらい、出口で切り離した出口券を渡す方式だった。（港北までの申告で入った場合保土ヶ谷で乗り越し精算する）都筑の供用を待たず1994年10月頃から一般的な高速道路と同じく発券機で通行券をとって出口の精算の方式に変わっている。

### ハイウェイラジオ
- 保土ヶ谷（港北IC - 保土ヶ谷IC）
  - コールサインは「ハイウェイラジオ第三京浜保土ヶ谷よりお伝えしました」と放送される。
  - 現在は岩槻管制から放送されているが、日本道路公団時代は川崎管制より放送されていた（川崎管制は現在はNEXCO中日本東京支社であり、同じ形態の放送が東名高速道路と小田原厚木道路で2011年9月まで放送されていた）。現行の岩槻管制に移管されたのは民営化から1年後の2006年10月のことである。

### 路線バス
数系統の路線バスが運行している。ただし、現在運行中の路線はバス停留所を第三京浜道路内に設置していない。（注: IC = インターチェンジ）

#### 運行路線
- 新横溝口線（東急バス） 京浜川崎IC - 港北IC
- 羽田空港（一部は成田空港）を結ぶ空港リムジンバス
  - センター北駅・センター南駅（東急バス、京浜急行バス） 都筑IC - 横浜港北JCT
  - たまプラーザ駅（京成バス、京浜急行バス、東急バス） 都筑IC - 横浜港北JCT
  - 新百合ヶ丘駅（小田急バス、京浜急行バス） 都筑IC - 横浜港北JCT

#### 廃止路線
- 京浜線（東急バス） 玉川IC - 港北IC : 1982年9月16日廃止
  - 第三京浜道路上に、川崎バスストップ、野川バスストップ、東山田バスストップ、大熊バスストップの4停留所を設置
- 横浜駅西口 - 新開橋（相鉄バス） 港北IC - 保土ヶ谷IC : 1967年4月1日営業開始、廃止年月日不詳
  - 第三京浜道路上に、小机バスストップを設置
- 95系統（横浜市営バス） 港北IC - 保土ヶ谷IC : 2007年3月31日廃止（路線再編成） 
  - 第三京浜道路上にバス停留所は設置していなかった
- 深夜急行バス高速新横浜線（東急バス） 玉川IC → 京浜川崎IC（下り方向のみ） : 2022年7月31日廃止
  - 第三京浜道路上にバス停留所は設置していなかった
- 深夜急行バス平塚駅行き（神奈川中央交通） 玉川IC → 保土ヶ谷IC（下り方向のみ） : 2024年11月30日廃止
  - 第三京浜道路上にバス停留所は設置していなかった
- 羽田空港とを結ぶ空港リムジンバス
  - 日吉駅（東京空港交通、京浜急行バス、東急バス） 都筑IC - 保土ヶ谷IC：2009年11月30日廃止
- なお、廃止ではないが、新横浜羽田線は、首都高神奈川7号横浜北線開通により、第三京浜道路経由から、首都高横浜北線経由に変更された[14]。

### 第二東海自動車道
第二東海自動車道の基本計画上の起点は、国土交通省の資料によると玉川インターチェンジとなっており、さらに東京外かく環状道路に接続とされている。第三京浜道路の玉川インターチェンジも国土交通省の図表では東京外かく環状道路に接続する予定となっている。国土交通省の資料だけで比較すると第三京浜道路を第二東海自動車道に転用するかのように見える。しかし、国土交通省が第三京浜道路を第二東海自動車道に転用する計画を持っているかどうかに関しては資料が存在しないため不明のままである。日本高速道路保有・債務返済機構の資料では東名高速道路と横浜新道及び第三京浜道路の概ね中間を通り、東京都内にて東京外かく環状道路に接続するように記載されているが、具体的に中間を通ると決まっているわけではない。

## ギャラリー

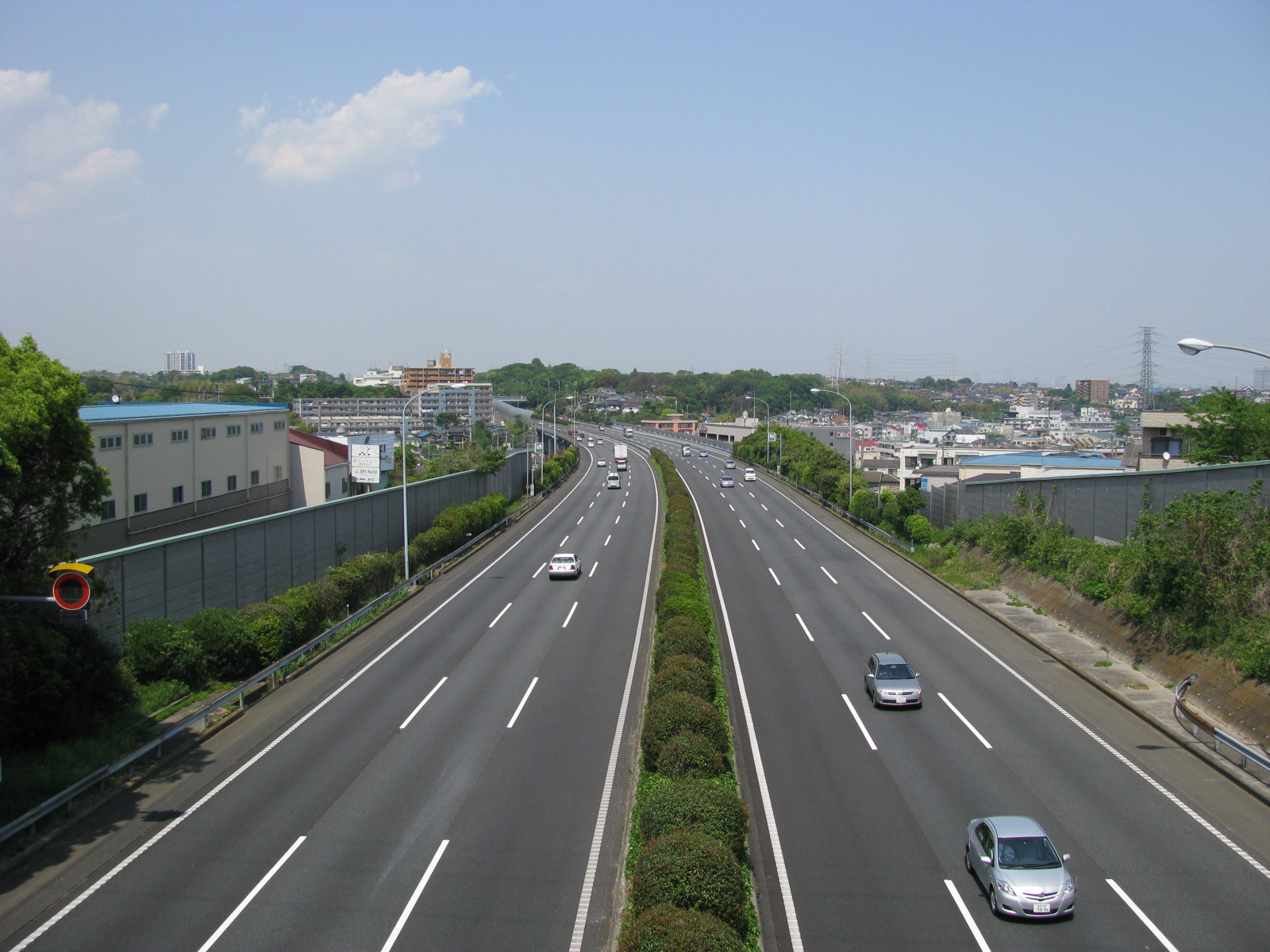
神奈川県川崎市宮前区野川付近
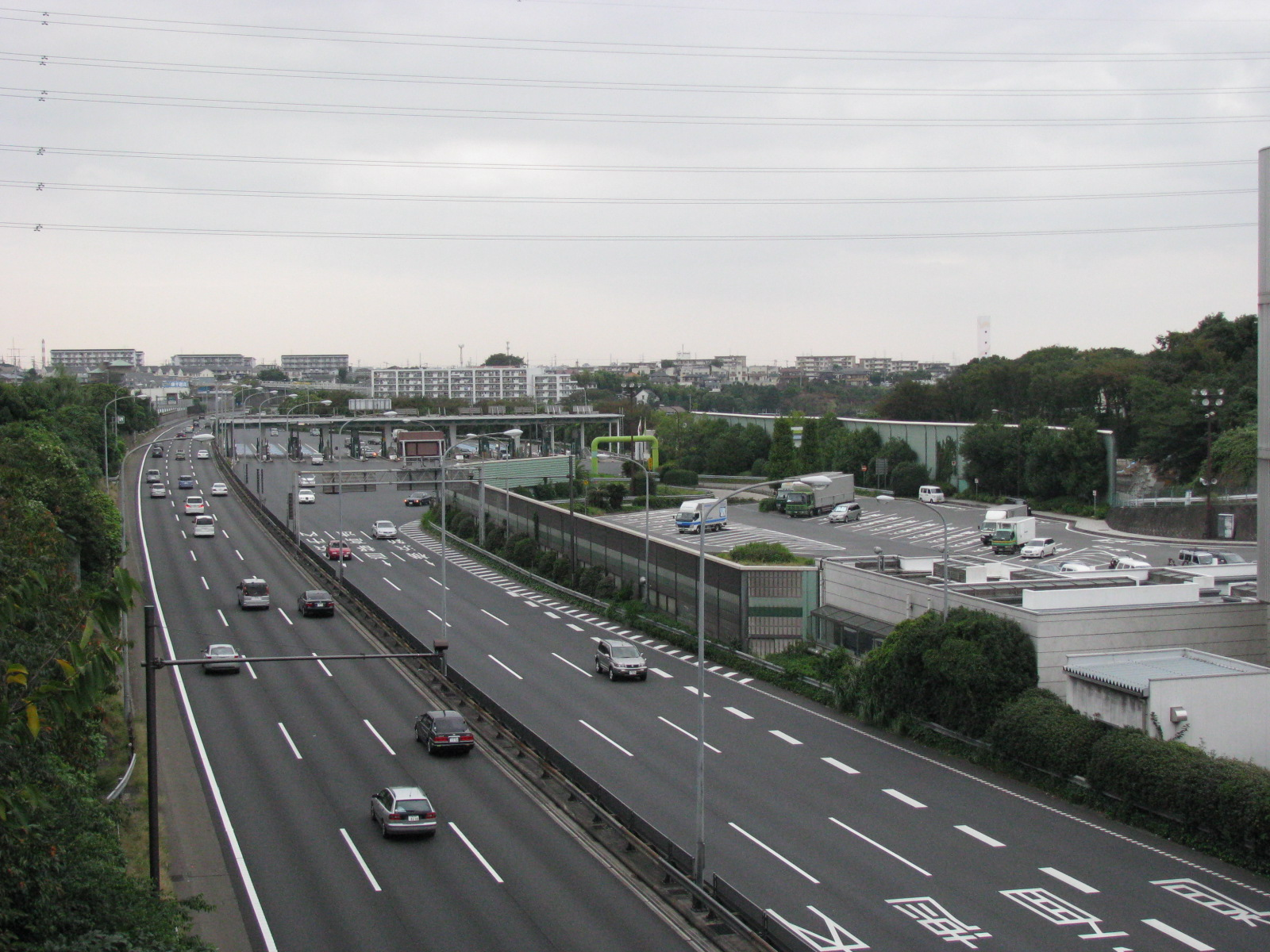
保土ヶ谷料金所を望む
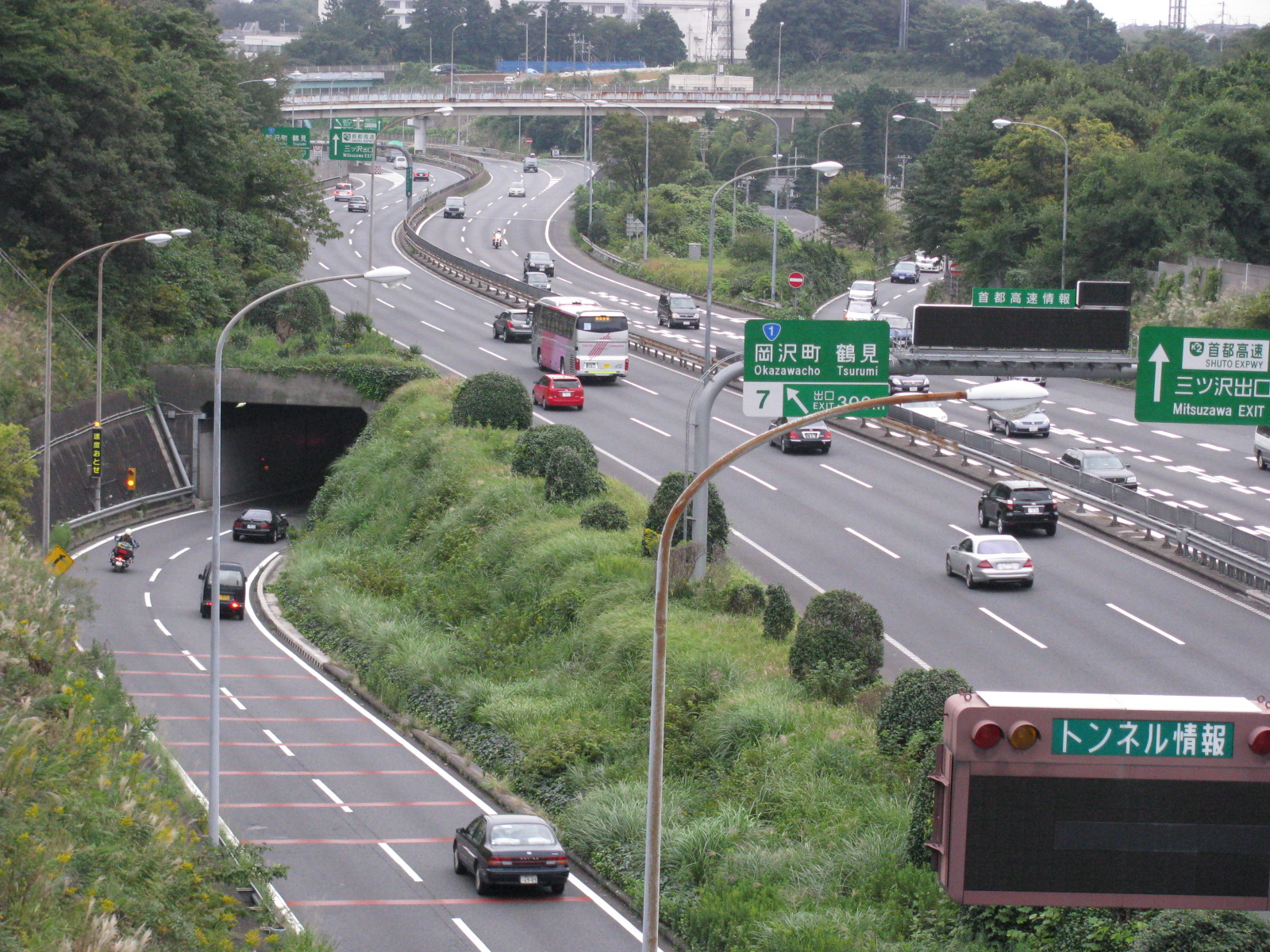
第三京浜と分岐する 横浜新道との連絡路

### 京浜国道
- 第一京浜国道（国道15号）
- 第二京浜国道（国道1号）